# 실로암 요양원 산사태
실로암 요양원 산사태 사건은 2002년 8월 10일 오전7시40분경 부산광역시 기장군 정관면 달산리의 실로암 요양원에서 일어난 산사태다. 새벽까지 집중된 호우로 인해[달음산 곰내재 절개지에서 10여 톤의 흙이 무너져 내리면서 요양원 1층의 104호와 105호 식당을 덮쳤다.
```
사망자 명단(나이는 사고 당시)
-조수만(18세)
-김지연(16세)
-임병호(13세)
-박창호(17세)
```

## 예고된 참사
1999년 4월에 착공한 이 건물은 산중턱을 무리하게 깎아서 건물을 지었으며 준공허가도 받지 않은 무허가 건물이었다. 2002년 5월 중증 지체장애인 46명을 수용한 뒤에도 준공검사는커녕 가사용 승인조차 받지 않았다. 또한 과거 '부산 형제복지원 사건'으로 유명했던 형제복지재단과 관련이 있는 시설로 알려져 있다. 부산 형제복지원 사건은 지난 1987년 복지원 측의 구타로 원생 1명이 숨지고 35명이 탈출한 것을 계기로 세상에 알려졌고, 과거 그 곳에서 10여년간 5백여명 이상 사망한 것으로 알려져 충격을 안겨주었던 사건이다.

## 사건 결과
이 사건으로 인해 조수만,김지연,임병호,박창호 4명은 숨졌으며 김도우(당시 15세)등 7명은 중경상을 입었다.사상자들은 인근에 있는 기장병원 영안실과 병실로 긴급후송되었으며 나머지 원생들은 안전한 장소로 대피했다.